# Glaphyrus varians varians
Glaphyrus varians varians es una subespecie de coleóptero de la familia Glaphyridae.

## Distribución geográfica
Habita en Asia Menor, Siria.